# 2022-es gyorsasági kajak-kenu Európa-bajnokság
A 2022-es gyorsasági kajak-kenu Európa-bajnokságot Németországban, Münchenben rendezték augusztus 18. és 21. között.

## Összesített éremtáblázat
*   Rendező   *   Magyarország

## Magyar érmesek
| Érem  | Versenyző                                           | Versenyszám     | Dátum         |
| ----- | --------------------------------------------------- | --------------- | ------------- |
| Arany | Kőhalmi Emese Rendessy Eszter                       | Női K2 1000 m   | augusztus 19. |
| Arany | Kopasz Bálint                                       | Férfi K1 1000 m | augusztus 20. |
| Arany | Pupp Noémi                                          | Női K1 1000 m   | augusztus 21. |
| Arany | Bragato Giada Nagy Bianka                           | Női C2 200 m    | augusztus 21. |
| Arany | Kiss Blanka Lucz Anna                               | Női K2 200 m    | augusztus 21. |
| Arany | Nádas Bence Kopasz Bálint                           | Férfi K2 500 m  | augusztus 21. |
| Arany | Kőhalmi Emese                                       | Női K1 5000 m   | augusztus 21. |
| Ezüst | Varga Ádám                                          | Férfi K1 500 m  | augusztus 19. |
| Ezüst | Bragato Giada Nagy Bianka                           | Női C2 500 m    | augusztus 20. |
| Ezüst | Adolf Balázs                                        | Férfi C1 5000 m | augusztus 20. |
| Ezüst | Rendessy Eszter                                     | Férfi K1 500 m  | augusztus 21. |
| Bronz | Mizsér Márk Béke Kornél Erdőssy Csaba Erdélyi Tamás | Férfi K4 1000 m | augusztus 19. |
| Bronz | Adolf Balázs Fejes Dániel                           | Férfi C2 1000 m | augusztus 19. |
| Bronz | Kiss Blanka Lucz Anna Csikós Zsóka Gazsó Alida Dóra | Női K4 500 m    | augusztus 21. |

## A magyar csapat
A 2022-es magyar eb keret tagjai:

### Férfiak

#### Kajak
| Versenyző                                              | Versenyszám | Előfutam | Előfutam | Előfutam | Elődöntő | Elődöntő | Elődöntő | Döntő | Döntő     | Döntő    | Helyezés |
| Versenyző                                              | Versenyszám | Idő      | Hely.    | Össz.    | Idő      | Hely.    | Össz.    | Típus | Idő       | Helyezés | Helyezés |
| ------------------------------------------------------ | ----------- | -------- | -------- | -------- | -------- | -------- | -------- | ----- | --------- | -------- | -------- |
| Birkás Balázs                                          | K1 200 m    | 35,758   | 2.       | 3.       | erőnyerő | erőnyerő | erőnyerő | A     | 37,141    | 6.       | 6.       |
| Varga Ádám                                             | K1 500 m    | 1:41,027 | 1.       | 1.       | erőnyerő | erőnyerő | erőnyerő | A     | 1:38,237  | 2.       |          |
| Balaska Márk Csizmadia Kolos                           | K2 200 m    | 32,445   | 3.       | 6.       | erőnyerő | erőnyerő | erőnyerő | A     | 32,531    | 7.       | 7.       |
| Nádas Bence Kopasz Bálint                              | K2 500 m    | 1:34,187 | 1.       | 5.       | erőnyerő | erőnyerő | erőnyerő | A     | 1:31,141  | 1        |          |
| Kuli István Csizmadia Kolos Balogh Gergely Nádas Bence | K4 500 m    | 1:21,458 | 3.       | 8.       | erőnyerő | erőnyerő | erőnyerő | A     | 1:20,994  | 4.       | 4.       |
| Kopasz Bálint                                          | K1 1000 m   | 3:33,669 | 1.       | 1.       | erőnyerő | erőnyerő | erőnyerő | A     | 3:29,898  | 1.       |          |
| Noé Bálint Kulifai Tamás                               | K2 1000 m   | 3:19,766 | 2.       | 6.       | erőnyerő | erőnyerő | erőnyerő | A     | 3:15,491  | 4.       | 4.       |
| Mizsér Márk Béke Kornél Erdőssy Csaba Erdélyi Tamás    | K4 1000 m   |          |          |          |          |          |          | A     | 2:55,748  | 3.       |          |
| Noé Bálint                                             | K1 5000 m   |          |          |          |          |          |          | A     | 20:48,198 | 5.       | 5.       |

#### Kenu
| Versenyző                       | Versenyszám | Előfutam | Előfutam | Előfutam | Elődöntő | Elődöntő | Elődöntő | Döntő | Döntő     | Döntő    | Helyezés |
| Versenyző                       | Versenyszám | Idő      | Hely.    | Össz.    | Idő      | Hely.    | Össz.    | Típus | Idő       | Helyezés | Helyezés |
| ------------------------------- | ----------- | -------- | -------- | -------- | -------- | -------- | -------- | ----- | --------- | -------- | -------- |
| Korisánszky Dávid               | C1 200 m    | 40,579   | 4.       | 5.       | 40,355   | 3.       | 3.       | A     | 40,671    | 5.       | 5.       |
| Kiss Balázs                     | C1 500 m    | 1:55,661 | 5.       | 9.       | 1:51,367 | 4.       | 6.       | B     | 1:52,033  | 1.       | 10.      |
| Korisánszky Dávid Hodován Dávid | C2 200 m    |          |          |          |          |          |          | A     | 38,096    | 6.       | 6.       |
| Hajdu Jonatán Fekete Ádám       | C2 500 m    | 1:47,184 | 2.       | 5.       | erőnyerő | erőnyerő | erőnyerő | A     | 1:46,118  | 5.       | 5.       |
| Adolf Balázs                    | C1 1000 m   | 4:06,515 | 5.       | 10.      | 3:59,530 | 1.       | 1.       | A     | 3:57,152  | 8.       | 8.       |
| Adolf Balázs                    | C1 5000 m   |          |          |          |          |          |          | A     | 22:52,684 | 2.       |          |
| Adolf Balázs Fejes Dániel       | C2 1000 m   |          |          |          |          |          |          | A     | 3:34,585  | 3.       |          |

### Nők

#### Kajak
| Versenyző                                           | Versenyszám | Előfutam | Előfutam | Előfutam | Elődöntő | Elődöntő | Elődöntő | Döntő | Döntő     | Döntő    | Helyezés |
| Versenyző                                           | Versenyszám | Idő      | Hely.    | Össz.    | Idő      | Hely.    | Össz.    | Típus | Idő       | Helyezés | Helyezés |
| --------------------------------------------------- | ----------- | -------- | -------- | -------- | -------- | -------- | -------- | ----- | --------- | -------- | -------- |
| Lucz Anna                                           | K1 200 m    | 40,869   | 2.       | 4.       | erőnyerő | erőnyerő | erőnyerő | A     | 40,300    | 4.       | 4.       |
| Rendessy Eszter                                     | K1 500 m    | 1:56,913 | 2.       | 6.       | 1:52,325 | 1.       | 2.       | A     | 1:54,981  | 2.       |          |
| Pupp Noémi                                          | K1 1000 m   | 4:01,893 | 1.       | 2.       | erőnyerő | erőnyerő | erőnyerő | A     | 4:00,276  | 1.       |          |
| Kőhalmi Emese                                       | K1 5000 m   |          |          |          |          |          |          | A     | 22:54,862 | 1.       |          |
| Kiss Blanka Lucz Anna                               | K2 200 m    |          |          |          |          |          |          | A     | 37,352    | 1.       |          |
| Fojt Sára Pupp Noémi                                | K2 500 m    | 1:50,377 | 2.       | 7.       | 1:43,913 | 1.       | 2.       | A     | 1:43,536  | 4.       | 4.       |
| Kiss Blanka Lucz Anna Csikós Zsóka Gazsó Alida Dóra | K4 500 m    | 1:35,170 | 1.       | 2.       | erőnyerő | erőnyerő | erőnyerő | A     | 1:37,752  | 3.       |          |
| Kőhalmi Emese Rendessy Eszter                       | K2 1000 m   | 3:45,801 | 1.       | 3.       | erőnyerő | erőnyerő | erőnyerő | A     | 3:33,942  | 1.       |          |

#### Kenu
| Versenyző                 | Versenyszám | Előfutam | Előfutam | Előfutam | Elődöntő | Elődöntő | Elődöntő | Döntő | Döntő     | Döntő    | Helyezés |
| Versenyző                 | Versenyszám | Idő      | Hely.    | Össz.    | Idő      | Hely.    | Össz.    | Típus | Idő       | Helyezés | Helyezés |
| ------------------------- | ----------- | -------- | -------- | -------- | -------- | -------- | -------- | ----- | --------- | -------- | -------- |
| Takács Kincső             | C1 200 m    | 49,025   | 4.       | 6.       | 47,879   | 1.       | 1.       | A     | 51,030    | 8.       | 8.       |
| Balla Virág               | C1 500 m    |          |          |          |          |          |          | A     | 2:07,864  | 4.       | 4.       |
| Balla Virág               | C1 5000 m   |          |          |          |          |          |          | A     | 27:06,956 | 4.       | 4.       |
| Bragato Giada Nagy Bianka | C2 200 m    |          |          |          |          |          |          | A     | 44,066    | 1.       |          |
| Bragato Giada Nagy Bianka | C2 500 m    |          |          |          |          |          |          | A     | 1:58,924  | 2.       |          |